# Kîiiv, Domanivka
Kîiiv (în ucraineană Київ) este un sat în comuna Bohdanivka din raionul Domanivka, regiunea Mîkolaiiv, Ucraina.

## Demografie
Componența lingvistică a localității Kîiiv
     Ucraineană (100%)
Conform recensământului din 2001, toată populația localității Kîiiv era vorbitoare de ucraineană (100%).